# إيلينا ماريا بونفانتي
إيلينا ماريا بونفانتي (بالإيطالية: Elena Maria Bonfanti)‏ هي عداءة إيطالية من مواليد 9 يوليو 1988 في ميلانو.

## سيرة ذاتية
نافست في الألعاب الأولمبية الصيفية 2012 التي أقيمت بلندن في الركض التتابعي 4 × 400 م.

## روابط خارجية
- إيلينا ماريا بونفانتي على موقع الاتحاد الدولي لألعاب القوى (الإنجليزية)
- إيلينا ماريا بونفانتي على موقع الاتحاد الإيطالي لألعاب القوى (الإيطالية)
- إيلينا ماريا بونفانتي على موقع أوليمبيديا (الإنجليزية)
- إيلينا ماريا بونفانتي على موقع اللجنة الأولمبية الإيطالية (الإيطالية)